# سیبیرسکی گیگانت
سیبیرسکی گیگانت (به لاتین: Sibirsky Gigant) یک منطقهٔ مسکونی در روسیه است که در سرزمین آلتای واقع شده‌است.